# Castellón (provincie)
Castellón (Valenciaans, ook officieel: Castelló) is een provincie van Spanje en maakt deel uit van de regio Valencia. De provincie heeft een oppervlakte van 6632 km². De provincie telde 587.632 inwoners in 2021 verdeeld over 135 gemeenten. Er waren in 2004 89 gemeenten met minder dan 1000 inwoners en 1 gemeente met meer dan 10.000 inwoners.
Hoofdstad van Castellón is Castelló de la Plana.

## Bestuurlijke indeling
De provincie Castellón bestaat uit acht comarca's die op hun beurt uit gemeenten bestaan. De comarca's van Castellón zijn:
- Alcalatén
- Alto Maestrazgo (Alt Maestrat)
- Alto Mijares
- Alto Palancia
- Bajo Maestrazgo (Baix Maestrat)
- Los Puertos de Morella (Els Ports)
- Plana Alta
- Plana Baja (Plana Baixa)

Zie voor de gemeenten in Castellón de lijst van gemeenten in provincie Castellón.

## Demografische ontwikkeling
Bron: INE
Opm: Bevolkingscijfers in duizendtallen
Provincies: Alicante · Castellón · Valencia

Comarques: Alacantí · Alcoià · Alcalatén · Alt Maestrat · Alt Millars · Alt Palància · Alt Vinalopó · Baix Maestrat · Baix Segura · Baix Vinalopó · Camp de Morvedre · Camp de Túria · Canal de Navarrés · Comtat · Costera · Foia de Bunyol · Horta Nord · Horta Oest · Horta Sud · Marina Alta · Marina Baixa · Ports · Plana Alta · Plana Baixa · Plana d'Utiel · Racó · Ribera Alta · Ribera Baixa · Safor · Serrans · Valencia · Vall d'Albaida · Vall de Cofrents · Vinalopó Mitjà